# Цейдлер, Фердинанд Фридрих
Фердина́нд Фри́дрих Цейдлер (нем. Ferdinand Friedrich Zeidler; 1832, Хильдесхайм — 14 января 1887, Валга) — немецкий учитель, преподавал в Выборге. Отец Германа Цейдлера.

## Биография
Родился 4 марта 1832 года (по старым данным — 1822 года) в городе Ламшпринге, Саксония. Его родителями были адвокат Готфрид Франц Иозеф Филипп (род. 1806) и Иоганна Мария София Луиза (ур. Генце; род. 1814).   
Дед, Венецелаус Цейдлер, происходил из города Хайденхайм. Дед по материнской линии — Генрих Генце — там же занимался кирпичным делом.  
В 1851 году поступил на математический факультет Гёттингенского университета, за успехи в учёбе ему была дарована стипендия великой княгини Ольги Николаевны. Не позднее 1865 года, Фердинанд Фридрих приехал в Выборг и начал преподавать математику в школе Карла Бема. Это была школа для мальчиков с курсом средних учебных заведений и преподаванием предметов на немецком языке. При этом, в школе Бема обучались дети разных национальностей, а поскольку школа стала одним из престижных учебных заведений, то в нее стали приезжать на учебу со всей России.
В 1856 году, после смерти Карла Готхильфа (Готлиба) Бема (1823–1856), Цейдлер стал его приемником на посту директора гимназии. В 1860 году женился на Берте Альбертовне Кемпе (1840–1925), сестре П.А.Кемпе.
Сестра Берты Альбертовны — Агнесса Альбертовна Кемпе (1845–1928) вышла замуж за педагога Карла Мая, основателя частной школы в Санкт-Петербурге.  
После отъезда из Выборга, семья жила в Дерпте, Валге где Цейдлер был директором и владельцем частной гимназии. В 1884 году после начала тяжелой болезни покинул пост.  
Дети Фердинанда Фридриха и Берты Альбертовны Цейдлер:   
- Герман Цейдлер (1861—1940), доктор медицины, профессор.
- Людвиг Фёдорович Цейдлер (1863—1916), дипломат[4]. Его жена — Мари Цейдлер, урожд. Круз (1872—1956, Кёльн). Похоронен на Смоленском лютеранском кладбище[7]. Его дочь — Надежда Людвиговна жила в России, работала учительницей, а сын — Алексей Людвигович, уехал в матерью в Германию.
- Альберт (1865—1908), инженер-технолог, работал на Трёхгорном пивоваренном заводе. Убит анархистами в 1908 году. Один из его сыновей — Александр Альбертович Цейдлер (1899—1993), доктор технических наук, профессор, основатель отечественной школы цветной металлургии, лауреат Государственной премии (1943[8]).
- Эмма (1868—1923), учительница.
- Клара (1870—1952), художница. С 1897 по 1912 годы преподавала рисование в Смольном институте, с 1912 года — в гимназии Любови Степановны Таганцевой[1].
- Рудольф (1872—1966), горный инженер. Жена — Евгения Сергеевна Ундольская (1883—1962). В семье было пятеро детей, их потомки живут в Швеции, Финляндии, Франции, Англии и Южной Африке[9][10].
- Густав (1874—1959), врач. В 1899 году окончил Императорскую  Военно-медицинскую академию. Жена — Эмма Паулина Маргарита Банг (1882—1970). Дочь Катарина (род. 1925). Его потомки живут в Финляндии[11].
- Антония (1876—1962), химик. Её муж — Лев Владимирович Мусселиус (1874—1925), химик[1], сын В. В. Мусселиуса.